# 大都會分區
國家冰球聯盟的大都会分區（英語：Metropolitan Division）成立於2013-14年度賽季。
目前属于大都会分区的球队有：

分區調整後的國家冰球聯盟大西洋分区（藍色）球隊所在位置

卡羅來納颶風、哥倫布藍衣、紐澤西魔鬼、紐約島人、紐約遊騎兵、費城飛人、匹茲堡企鵝、華盛頓首都。

## 分區冠軍
- 2014 - 匹茲堡企鵝
- 2015 - 紐約遊騎兵
- 2016 - 華盛頓首都
- 2017 - 華盛頓首都
- 2018 - 華盛頓首都
- 2019 - 華盛頓首都